# Vredeskapel (Den Haag)

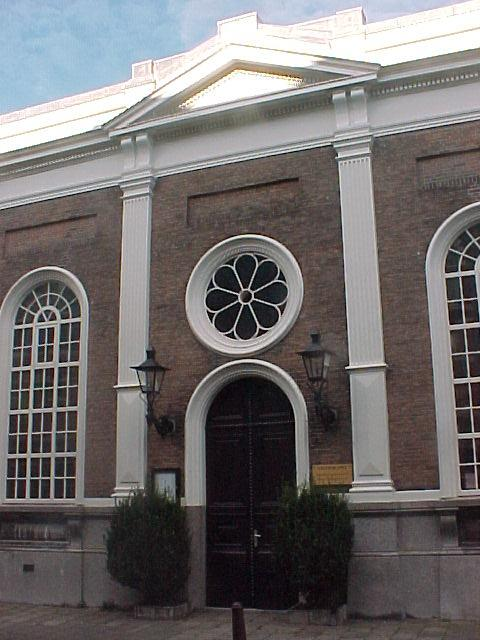
Vredeskapel in oktober 2007

De Vredeskapel is een voormalig kerkgebouw van de Hervormde Gemeente in de Malakkastraat (Archipelbuurt) in Den Haag. Sinds 2018 is het verbouwd tot vier wooneenheden. 

## Kerk
Het kerkgebouw dateert van 1880 en stond oorspronkelijk bekend onder de naam Malakkakapel. Het werd gebouwd voor de militairen van de omliggende kazernes en werd door de architect des konings H.F.G.N. Camp ontworpen in de stijl van het eclecticisme, maar met neoclassicistische elementen. Tegen het eind van de negentiende eeuw schonk jonkheer P.O.H. Gevaerts van Simonshaven de kapel aan de Nederlandse Hervormde gemeente in Den Haag. In 1919 werd er een orgel geplaatst, gebouwd door de fa. A.S.J. Dekker uit Goes.
Architect Camp ontwierp niet alleen gebouwen. Ook het doopvont en het avondmaal-servies uit de voormalige Willemskerk in de nabije Nassaulaan, zijn van zijn hand. Na de sluiting van de Willemskerk (als kerk) in 1962, werden deze overgebracht naar de Vredeskapel.
Generaties lang heeft het Nederlandse koningshuis een band met de Vredeskapel gehad. Koning Willem III was betrokken bij bovengenoemde schenking, koningin Juliana woonde een dienst bij in 1988 en koningin Beatrix woonde op 13 november 2005 de jubileumdienst bij, ter ere van het 125-jarig bestaan van de Vredeskapel. Tweemaal werd de kapel als kerkgebouw gerestaureerd, eerst na de schade die was opgelopen tijdens de Tweede Wereldoorlog, en begin 21e eeuw weer.
De Vredeskapel en de Duinzichtkerk vormden samen de Protestantse Gemeente Duinzichtkerk/Vredeskapel.

## Sluiting
Op 16 februari 2013 werd in de Vredeskapel een klein concert gegeven om te memoreren dat de eigenaar, de Protestantse Gemeente ’s-Gravenhage (PGG) in december 2012 besloten had het gebouw met Pinksteren 2014 te sluiten. De laatste twaalf maanden werd er eenmaal per maand een dienst gehouden. Op 8 juni 2014, eerste pinksterdag, werd voor het laatst in de kapel een dienst gehouden. Dat was ook de laatste dag dat de kapel als kerkgebouw open was. 
De Vredeskapel is een rijksmonument. Het doopvont en het avondmaal-servies zijn na de sluiting in de Duinzigtkerk geplaatst, de Statenbijbel bleef vooralsnog in de Vredeskapel.

## Centrum voor Bezinning, Cultuur en Ontmoeting
Op 5 mei 2014 werd de Stichting Vredeskapel opgericht, met als doel om het gebouw in stand te houden "als centrum voor bezinning, cultuur en ontmoeting voor de wijk, de stad en de wereld". De eigenaar gaf aan de stichting toestemming om het gebouw als zodanig te exploiteren voor een periode van een tot drie jaar, totdat zich een koper zou hebben aangediend. Op 24 oktober 2014 werd het gebouw echter per direct gesloten wegens ernstige gebreken aan het dak.

## Verbouwd tot vier wooneenheden
Eind 2015 werd de Vredeskapel verkocht, waarna het in 2018 werd verbouwd tot vier koopwoningen.
Abdijkerk van Loosduinen · 
Allerheiligst Sacramentskerk · 
Anglican Church of St. John and St. Philip · 
Antonius Abtkerk · 
Badkapel · 
Bethelkerk (Scheveningen) · 
Bethlehemkerk · 
Christus Triumfatorkerk · 
Duinoordkerk · 
Duinzichtkerk · 
Eben-Haëzerkerk · 
Onze Lieve Vrouw Onbevlekt Ontvangenkerk · 
Emmauskerk · 
Grote of Sint-Jacobskerk · 
Sint-Jacobus de Meerderekerk  · 
H.H. Engelbewaarderskerk · 
H.H. Jacobus- en Augustinuskerk · 
Hofkapel · 
H. Familiekerk · 
Julianakerk (Transvaalkwartier) · 
Prinses Julianakerk (Scheveningen) · 
Kerk van de H. Martelaren van Gorcum · 
Kerk van Eikenduinen · 
Kloosterkerk · 
Lourdeskapel · 
Lutherse kerk · 
Maranathakerk · 
Nieuwe Badkapel · 
Nieuwe Kerk ·
Onbevlekt Hart van Mariakerk ·
O.L.V. Hemelvaartkerk · 
O.L.V. van Goede Raadkerk · 
Oosterkerk · 
Oude Kerk · 
Paleiskerk · 
Pastoor van Arskerk · 
Pniëlkerk · 
Sint-Agneskerk · 
Sint-Josephkerk (1867) · 
Sint-Josephkerk (1886) · 
Sint-Marthakerk · 
Sint-Paschalis Baylonkerk · 
Sint-Theresia van Lisieuxkerk · 
Sint-Willibrorduskerk · 
Teresia van Avilakerk · 
Vredeskapel · 
Waalse Kerk · 
Wilhelminakerk (1908) · 
Wilhelminakerk (1954) · 
Willemskerk · 
Willibrorduskapel